# Лососина-Дольна (гмина)
Лососина-Дольна (пол. Łososina Dolna) — сельская гмина (волость) в Польше, входит как административная единица в Новосонченский повет, Малопольское воеводство. Население — 9672 человека (на 2004 год).

## Сельские округа

Гмина Лососина-Дольна

1. Бялавода
2. Бильско
3. Ленки
4. Лососина-Дольна
5. Лычанка
6. Михальчова
7. Ромбкова
8. Скшентля-Роювка
9. Станькова
10. Свидник
11. Табашова
12. Тенгобоже
13. Витовице-Дольне
14. Витовице-Гурне
15. Вроновице
16. Завадка
17. Знамировице
18. Жбиковице